# Porricondyla aurea
Porricondyla aurea är en tvåvingeart som först beskrevs av Marshall 1896.  Porricondyla aurea ingår i släktet Porricondyla och familjen gallmyggor. Inga underarter finns listade i Catalogue of Life.